# Didier Début
Jean Didier Début est un sculpteur français, né à Moulins le 4 juin 1824 et mort à Paris le 5 avril 1893.

## Biographie
Élève de David d'Angers, Didier Début expose au Salon à partir de 1848 et obtient le second prix de Rome en 1851. Il participe aux grands chantiers de décorations de monuments parisiens de la seconde moitié du XIXe siècle pour l'hôtel de ville, le palais Garnier et le tribunal de commerce. Ses statuettes ont fait l'objet d'éditions en bronze.
Il est mort le 5 avril 1893 à son domicile parisien quai de Béthune.
Son fils, Marcel Début (1865-1933) est peintre et sculpteur.

## Œuvres dans les collections publiques

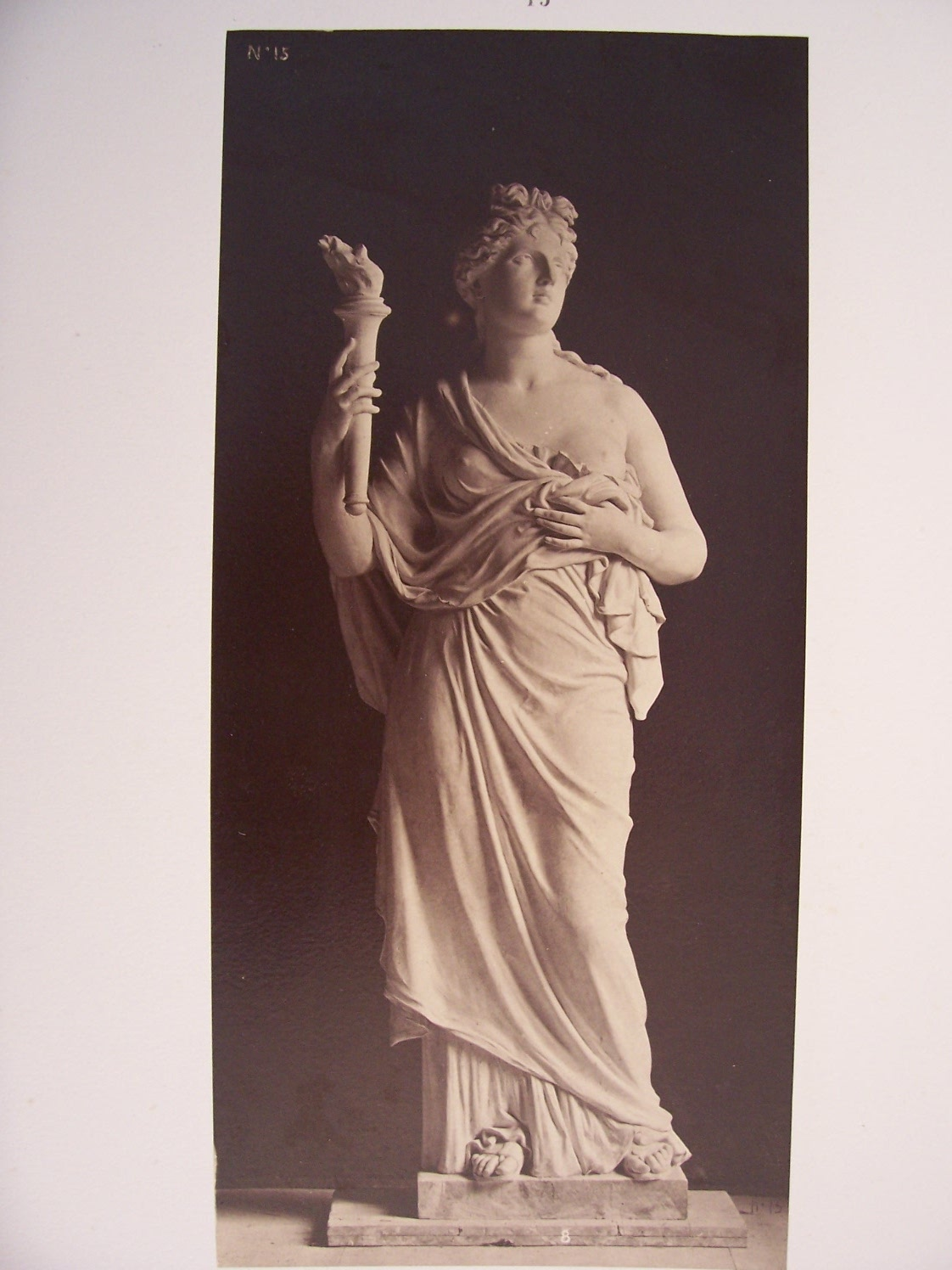
La Passion (1875), Paris, palais Garnier, photographie de Louis-Émile Durandelle.

- Angers, musée des beaux-arts : Jeune bouvier sonnant de la trompe, Salon de 1875, plâtre, localisation actuelle inconnue[5].
- Bordeaux, musée des beaux-arts : Vercingétorix, ou Un Gaulois, statuette en bronze à patine brune. Le plâtre original a été exposé au Salon de 1888[6].
- Moulins, musée Anne-de-Beaujeu :
  - Buste de Raphaël, don de Marcel Début[7].
  - Les Grecs et les Troyens se disputent le corps de Patrocle, bas-relief en plâtre, second prix de Rome de 1851[8] ;
- Paris :
  - cimetière de Montmartre (19e division) : Monument funéraire du docteur Palmier, buste en pierre, 0,58 m, élevé par ses parents et amis[9],[10].
  - hôtel de ville :
    - Charles Rollin, statue en pierre, façade sur la place de l'Hôtel-de-Ville - Esplanade de la Libération, pavillon d’angle côté droit au premier étage[11] ;
    - François de La Rochefoucauld, statue en pierre, façade sur le quai de l’Hôtel-de-Ville, pavillon de droite, deuxième étage[12],[13].

  - palais Garnier : statues décoratives, dont La Passion, 1875, statue en marbre.
  - tribunal de commerce : huit cariatides supportant la calotte à caissons de la coupole[13].

### Sources
- Émile Bellier de La Chavignerie, Dictionnaire général des artistes de l'école française, depuis l'origine des arts du dessin jusqu'en 1882 inclusivement : peintres, sculpteurs, architectes, graveurs et lithographes (en ligne).
- Georges Veyrat, Les Statues de l'hôtel de ville de Paris, 1892.